# Parorsidis transversevittata
Parorsidis transversevittata là một loài bọ cánh cứng trong họ Cerambycidae.